# Коморно
Коморно (пол. Komorno, нім. Komorno, 1936-45: Altenwall) — село в Польщі, у гміні Ренська Весь Кендзежинсько-Козельського повіту Опольського воєводства. Населення — 407 осіб (2011).

## Демографія
Демографічна структура станом на 31 березня 2011 року:
|          | Загалом | Допрацездатний вік | Працездатний вік | Постпрацездатний вік |
| -------- | ------- | ------------------ | ---------------- | -------------------- |
| Чоловіки | 193     | 43                 | 114              | 36                   |
| Жінки    | 214     | 41                 | 118              | 55                   |
| Разом    | 407     | 84                 | 232              | 91                   |